# بخش کاور
بخش کاور (به فرانسوی: Arrondissement de Cahors) یک بخش در فرانسه است که در لو واقع شده‌است.